# 톄류
톄류(중국어: 铁流, 1933년 5월 29일 ~ 2024년 9월 8일)는 중국 작가이자 지하 출판사인 황저룽(중국어: 黄泽荣)의 필명이었다.

## 생애
톄류는 1933년 중화민국 쓰촨성에서 태어나 젊은 시절 열렬한 혁명가였다. 1957년, 공산당 지도자 마오쩌둥의 반우파 캠페인 기간 동안 그는 '우익'으로 분류되어 이후 23년 동안 노동 수용소에서 보냈다. 1980년에 정치 갱생을 마친 후 그는 언론인으로 생계를 꾸려 마오쩌둥에게 박해받은 다른 사람들의 회고록과 책을 출판했다. 회고록은 중국에서 금지되어 있다.
2014년 9월 14일, 톄류는 "문제 유발" 혐의로 베이징 경찰에 의해 구금되었다. 81세의 그는 구금된 중국 반체제 인사 중 가장 나이가 많은 사람 중 한 명이었다. 그의 아내 런헝팡에 따르면 그가 최근 중국 공산당 정치국 상무위원이자 중국 선전부장인 류윈산을 비판하는 에세이를 발표했기 때문에 그의 구금이 이뤄졌을 가능성이 높다고 한다. 톄류의 부패 혐의를 공개적으로 비난하고 시진핑 중국 국가주석에게 그를 해임하라고 촉구했다.
2015년 2월 25일, 청두 법원은 톄류에게 "불법 사업 활동" 혐의로 유죄를 선고했다. 징역 2년 6개월, 벌금 3만 위안을 선고받았다. 그러나 형은 4년 동안 유예되어 보석으로 석방되고 투옥되지 않았다.
톄류는 2024년 9월 8일 91세의 나이로 사망했다.